# Saint Peter (parish i Jersey)
Saint Peter (engelska: St Peter) är en parish i kronbesittningen Jersey. Den ligger i den västra delen av Jersey, 6 km nordväst om huvudstaden Saint Helier. Antalet invånare är 5 003. Arean är 11,6 kvadratkilometer. Saint Peter ligger på ön Jersey. Saint Peter gränsar till Saint Ouen, Saint Mary, Saint Lawrence och Saint Brelade.
Terrängen i Saint Peter är platt.